# Procédé Acheson

Coupe d'un four Acheson pour la production industrielle de carbure de silicium

Le procédé Acheson a été inventé par Edward Goodrich Acheson pour synthétiser le carbure de silicium (SiC) et le graphite.

## Description du procédé
Le procédé consiste à chauffer un mélange de dioxyde de silicium (SiO2), sous forme de sable ou de quartzite, et du coke pulvérisé, dans un creuset en fonte.
À l'intérieur du four, le dioxyde de silicium, qui parfois contient d'autres additifs, est mis en fusion par une anode de graphite qui sert aussi de site de fixation. On envoie du courant électrique à travers cette anode qui fait fondre le mélange et le porte à une température comprise entre 1700 et 2 500 °C. Les produits de cette réaction carbothermique sont une couche d'un mélange binaire de carbure de silicium (essentiellement sous ses phases α et β) plaquée sur l'anode, et une vapeur de monoxyde de carbone (CO). Quatre équilibres chimiques interviennent dans cette réaction chimique :
1. C + SiO2 → SiO + CO
2. SiO2 + CO → SiO + CO2
3. C + CO2 → 2CO
4. SiO + 2C → SiC + CO

Cette réaction est fortement endothermique :
SiO2 + 3C + 625.1 kJ → α-SiC + 2 CO

## Découverte

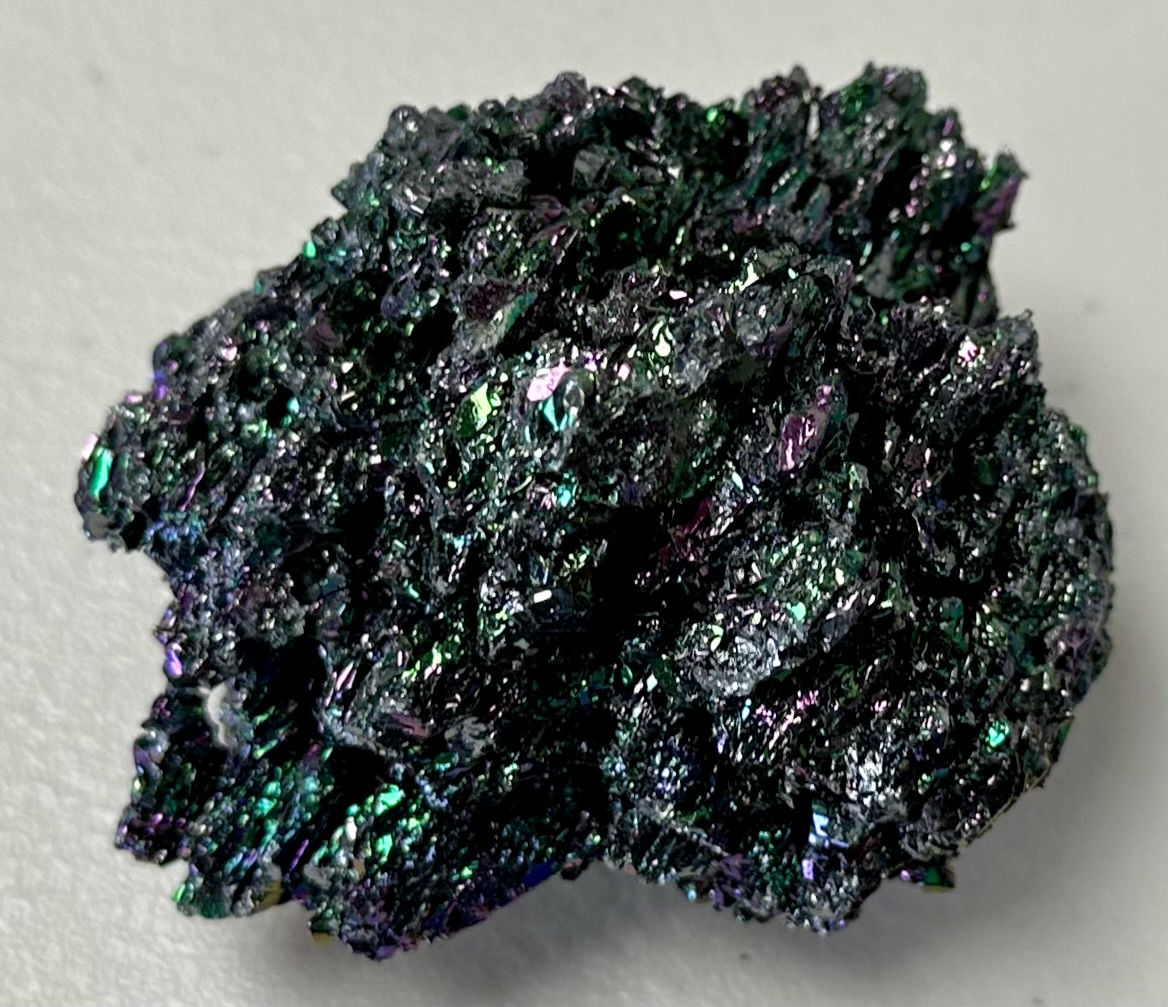
Cristaux de carborundum.

En 1890 Acheson s'essayait à la production de diamant synthétique, mais il ne parvint à obtenir que des cristaux bleus d'un carbure de silicium dur qu'il appela carborundum. Néanmoins, au cours de ses expériences, il découvrit :
- que la vaporisation du silicium surchauffé donne du graphite
- qu'en utilisant du charbon au lieu de carbure de silicium, on n’obtient du graphite que lorsque le charbon contient des impuretés (des silicates), sinon on n'obtient que du carbure. Il fit breveter cette méthode d'élaboration de graphite[5] en 1896. À partir de là, Acheson s'attela à la construction d'un four électrique efficace exploitant l'Effet Joule : le principe de ce four est depuis appliqué dans la production industrielle de carbure de silicium aujourd'hui[6].

## Production industrielle

Diagramme d'un four à graphite Acheson pour la production d'électrodes en bâtonnets de coke pulvérisé mélangé à une argile siliceuse. a - Sable mélangé à du coke pulvérisé, b - Briques réfractaires, c - Électrodes au charbon, d - Briques réfractaires, e - Charbons à convertir en graphite, f - Coke en granulés

La première usine chimique exploitant le procédé Acheson fut aménagée par l'inventeur à Niagara Falls, parce que les centrales hydroélectriques voisines pourraient fournir le courant nécessaire. Dès 1896, Carborundum Company produisait 500 t de carborundum. Plusieurs usines continuent d'exploiter le principe du premier réacteur Acheson. Dans la première usine, on mélangeait le sable de sciure et de sel pour contrôler sa pureté. Les additions de sel ont été supprimées dans les années 1960 car elles corrodaient l'acier des  machines ; puis celles de sciure, pour réduire les émissions de gaz carbonique.

Diagramme d'un four Castner horizontal, légende comme ci-dessus.

Pour fabriquer des pièces en graphite synthétique, on mélangeait le charbon pulvérisé et l'argile avec un liant au goudron, le tout était pressé dans un moule et cuit au four à électrodes ou en creuset,. Le moule est ensuite recouvert de granulés de charbon qui vont le chauffer par effet Joule. Dans le four horizontal Castner, le principe général est le même, mais on chauffe les pièces (généralement des bâtonnets qui serviront d'électrodes) après démoulage : elles sont posées bout-à-bout et se trouvent directement en contact avec les électrodes au charbon, ce qui fait qu'elles sont électrisées, et les granulés de charbon servent ici d'isolant thermique,.
Pour la finition des pièces, dans un four d'environ 9 × 0,45 × 0,35 m, on active ce procédé pendant près de 20 heures avec un courant de 300 A sous 200 V (60 kW). Comme la résistance électrique diminue à mesure que le charbon chauffe (il a un coefficient de température négatif), le courant augmente ; le refroidissement des pièces dure des semaines. On obtient ainsi du graphite pur à 99,5%.

## Usages
Le carbure de silicium est très utilisé en bijouterie compte tenu de ses propriétés abrasives : ce fut le premier débouché commercial du procédé Acheson.
Les premières diodes électroluminescentes furent produites à partir de carbure de silicium par le procédé Acheson. L'utilisation du carbure de silicium comme semi-conducteur a conduit au développement du procédé de Lely, variante du procédé Acheson qui permet de contrôler encore mieux la pureté des de cristaux de carbure de silicium.
Le graphite sert de lubrifiant solide et sa pureté, désormais garantie par les conditions d'élaboration maîtrisées, a permis d'en faire des électrodes.